# Divitz-Spoldershagen
Divitz-Spoldershagen es un municipio situado en el distrito de Pomerania Occidental-Rügen, en el estado federado de Mecklemburgo-Pomerania Occidental (Alemania), a una altitud de 5 metros. Su población a finales de 2016 era de 500 habs. y su densidad poblacional, 17 hab/km².